# Dioscorea nana
Dioscorea nana är en enhjärtbladig växtart som beskrevs av Eduard Friedrich Poeppig. Dioscorea nana ingår i släktet Dioscorea och familjen Dioscoreaceae. Inga underarter finns listade i Catalogue of Life.